# Charles Francis Massey Swynnerton

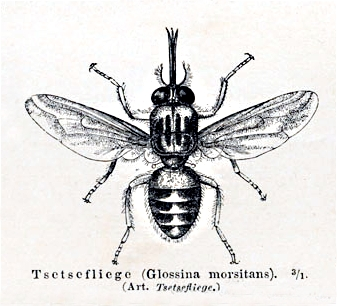

Charles Francis Massey Swynnerton CMG (3 de diciembre de 1877 Lowestoft, Suffolk - 8 de junio de 1938 Mjari, Tanzania), fue un naturalista inglés, notable por sus contribuciones a los estudios de la mosca tsetse.
Su padre era capellán de alto nivel en el Ejército de la India, y su madre hija del Mayor W. H. Massy, de Grantstown Hall, Tipperary. Swynnerton pasó sus primeros años en India, y retornó a Inglaterra para comenzar su escolaridad en el Lancing College, Sussex. En 1897, fue aceptado en la Oxford University, pero en lugar emigró a África.
En Natal se reunió con el renombrado entomólogo, y autoridad en Curculionidae, Guy Anstruther Knox Marshall (1871-1959), dueño de algunas granjas en Rodesia del Sur y persuadió a Swynnerton para manejar una de ellas en el Distrito Melsetter.
En 1900, fue administrador en La "Granja Gungunyana", cerca del "Bosque Chirinda", Distrito Chipinga - esa finca fue adquirida también por Guy Marshall, en 1902. En los siguientes 19 años, Swynnerton utilizó la finca como base, trabajando en una colección completa de plantas, aves e insectos, donde las plantas se escribieron más tarde, en 1911, en J. Linn. Soc. (Bot.) 40:1-245 como Flora de Gazaland. El Museo Británico fue un receptor habitual de su flora y las muestras de insectos que fueron elogiados por mostrar "una precisión en la localización y las notas sobre los usos económicos que hizo esta colección como modelo". Desde la finca se hizo una serie de expediciones botánicas a los cercanos "Montes Chimanimani". Durante ese periodo Guy Marshall fue editor jefe del Bulletin of Entomological Research y siguió siendo un amigo cercano y mentor de Swynnerton.
El gobierno de Rhodesia lo nombró, en 1918, para investigar el problema de la mosca tsé-tsé, ese mismo año extiende su estudio para abarcar también Mozambique. En 1919 fue nombrado como director de juego de primera de Tanganika, de nuevo investigando la situación de la mosca tsetsé, y convertirse en Director de Investigación de la mosca tsetsé de Shinyanga, diez años más tarde.
Falleció en un siniestro aéreo de un De Havilland D.H.85 al año siguiente de recibir el premio. Su obituario en Nature fue letra de Sir Guy Marshall.

## Honores
- 1937, Compañero de la Orden de San Miguel y San Jorge (CMG).
- 1907, electo miembro de la Sociedad Linneana de Londres.

### Epónimos
Swynnerton es honrado con Swynnertonia (Swynnerton's Robin). y con unos 65 nombres de plantas específicas, así como de aves y de insectos
Género de lianas
- (Asclepiadaceae) Swynnertonia S.Moore[3]

Especies
- (Asphodelaceae) Aloe swynnertonii Rendle[4]
- (Apiaceae) Alepidea swynnertonii Dümmer[5]
- (Apiaceae) Diplolophium swynnertonii C.Norman[6]
- (Asclepiadaceae) Gomphocarpus swynnertonii (S.Moore) Goyder & Nicholas[7]
- (Burseraceae) Commiphora swynnertonii Burtt[8]
- (Chrysobalanaceae) Parinari swynnertonii Engl.[9]
- (Euphorbiaceae) Tannodia swynnertonii Prain[10]
- (Linaceae) Hugonia swynnertonii De Wild.[11]
- (Loranthaceae) Englerina swynnertonii (Sprague) Polhill & Wiens[12]
- (Melastomataceae) Dissotis swynnertonii (Baker f.) A.Fern. & R.Fern.[13]
- (Rubiaceae) Psychotria swynnertonii Bremek.[14]
- (Rutaceae) Oricia swynnertonii I.Verd.[15]
- (Verbenaceae) Lantana swynnertonii Moldenke[16]

## Algunas publicaciones
- 1911 Flora of Gazaland - Linnaean Society
- 1936 The Tsetse Flies of East Africa - C.F.M. Swynnerton[17]
- Vernacular Names of East African Mammals - editó C.F.M. Swynnerton, Transactions of the Royal Entomological Society of London, 84, p. 547-552[18]

- La abreviatura «Swynn.» se emplea para indicar a Charles Francis Massey Swynnerton como autoridad en la descripción y clasificación científica de los vegetales.[19]

## Abreviatura (zoología)
La abreviatura Swynnerton  se emplea para indicar a Charles Francis Massey Swynnerton como autoridad en la descripción y taxonomía en zoología.